# Minh Thuận (ca sĩ)
Nguyễn Minh Thuận, thường được biết đến với nghệ danh Minh Thuận (12 tháng 9 năm 1969 - 18 tháng 9 năm 2016) là một nam ca sĩ người Việt Nam. Anh sở hữu chất giọng nhẹ nhàng và có khả năng thể hiện thành công nhiều thể loại nhạc khác nhau như Ballad, Pop, Dân Ca, Trữ Tình và Cải Lương.

## Tiểu sử sự nghiệp
Minh Thuận tên đầy đủ là Nguyễn Minh Thuận, sinh ra tại Sài Gòn trong một gia đình Công giáo với tên thánh là Giuse. Từ khi 5 tuổi, Minh Thuận đã được mẹ dẫn vào tham gia ca hát trong ca đoàn của nhà thờ, nhưng sự nghiệp của Minh Thuận thật sự bắt đầu vào năm 1984 tại Nhà Văn hóa Quận 5.
Năm 1988, Minh Thuận tham gia nhóm ca khúc Tiến Đạt.
Năm 1991, Minh Thuận và Nhật Hào bắt đầu có tên tuổi trong làng giải trí. Lần đầu tiên hai anh bắt nhóm với nhau rất tình cờ. Đó là trong một chương trình tìm kiếm ca sĩ trẻ ở Nhà Văn hóa Quận 10, khi ấy mỗi người chỉ đóng vai trò hát lấp vào khoảng trống khi các ngôi sao như Nhã Phương, Bảo Yến, Ái Châu, Lê Tuấn... chưa tới mà chờ riêng để tới lượt thì lâu quá, thế nên hai anh ráp lại hát chung, không ngờ khán giả lại tỏ ra phấn khích, rần rần vỗ tay. Từ đó, nhóm mới bắt đầu tìm kiếm dòng nhạc phù hợp, xây dựng hình tượng, phong cách riêng. Mái tóc dài cũng không phải là chủ ý. Giải thích lý do để tóc dài là do cả hai làm biếng đến tiệm cắt tóc, nên lúc đi hát cả hai cột lên cho gọn, không ngờ lại được khán giả yêu thích, thế là họ quyết định để tóc dài từ đó.
"Tôi vô tình quen biết một số bạn bè người Hoa, được nghe nhiều băng đĩa nhạc phim Hồng Kông, khi ấy nhạc Cantopop đang thịnh hành ở châu Á mà ở Việt Nam vẫn chưa nhiều người biết tới, thế là chúng tôi nảy ra ý định hát những ca khúc nhạc Hoa đã chuyển sang lời Việt, tự dưng lại thành một xu thế mới" - Minh Thuận chia sẻ.
Năm 1992, Minh Thuận và Nhật Hào đã chính thức phát hành album riêng của nhóm tựa đề "Chàng Trai Beijing" với những ca khúc nhạc Hoa của Tứ đại thiên vương được viết lời Việt. Album đã tạo nên cơn sốt trong làng nhạc trẻ lúc bấy giờ và đưa đôi song ca lên đến đỉnh cao sự nghiệp. Sự thành công này khiến cả hai bắt đầu liên tục thu âm, phát hành bộ album riêng mang tên "Chàng Trai Bắc Kinh" cho đến tận Vol 16. Minh Thuận - Nhật Hào xuất hiện trong hầu hết các chương trình ca nhạc lớn nhỏ. Có đêm cả hai đã chạy show hát ở 22 điểm tại thành phố Hồ Chí Minh và đến nay chưa có ca sĩ nào vượt qua được kỷ lục này.
Năm 1995, đôi song ca Minh Thuận - Nhật Hào vẫn đang ở đỉnh cao của sự nghiệp. Lúc này thị trường nhạc trẻ Việt Nam ảnh hưởng bởi các ca khúc nhạc Hoa, Hồng Kông chuyển sang lời Việt và được các ca sĩ Việt Nam trình bày bằng ca từ trau chuốt, giai điệu đẹp đẽ chiếm cảm tình của đông đảo khán giả. Có thể kể đến những cái tên quen thuộc: Minh Thuận, Nhật Hào, Lam Trường, Sỹ Ben, Tú Linh, Tú Châu, Cảnh Hàn, Mộng Na, Tài Linh... Bài hát của những ngôi sao này xuất hiện ở mọi nơi, có nhiều bài hát được khán giả thuộc nằm lòng, nổi bật trong số đó là Minh Thuận và Lam Trường.
Lúc này, các trung tâm băng nhạc nổi tiếng của thành phố Hồ Chí Minh đã bắt đầu sản xuất các chương trình ca nhạc tạp kỹ, tất nhiên cái tên Minh Thuận & Nhật Hào xuất hiện hàng loạt trong các video ca nhạc của các trung tâm như Rạng Đông, Kim Lợi, Bến Thành Audio, hãng phim Trẻ,... qua các MV như: Người Tình Mùa Đông, Hát Cùng Mùa Xuân, Đàn Sầu, Lời Sám Hối,... Hầu hết các MV có nét độc đáo, mới lạ và có chút liêu trai tạo sự khác biệt. Đó cũng chính là phong cách đôi song ca Minh Thuận - Nhật Hào muốn hướng đến.
Cuối năm 1995 Minh Thuận – Nhật Hào thực hiện cuốn băng video tập hợp những bài hát quen thuộc và thành công nhất của cả hai mang tên "Chàng trai Beijing" do trung tâm Việt Hùng thực hiện với cảnh quay ở các bãi biển đẹp của miền Trung Việt Nam. Album gồm 8 bài hát: I Love You OK?, Tình Đã Phai, Hãy Để Tôi Được Khóc, Tiếc Nuối, Thất Tình, Nếu Em Là Truyền Thuyết, Uyên Ương Hồ Điệp Mộng, Sayonara. Album video này cho thấy sự trưởng thành của đôi song ca Minh Thuận & Nhật Hào ở giọng hát, phong cách & vũ đạo.
Khoảng năm 1996, đôi song ca Minh Thuận - Nhật Hào tách ra solo để lại nhiều tiếc nuối cho người hâm mộ. Minh Thuận bắt đầu sự nghiệp ca hát riêng và gặp nhiều khó khăn vì khán giả đã quen hình ảnh song ca hai người trước đây. Minh Thuận chia sẻ: "Đôi khi hai người cũng có những bất đồng nho nhỏ nhưng không đáng kể, nhưng bản thân Minh Thuận cho rằng đã đến lúc cả hai phải chia tay để mỗi người tạo sự nghiệp riêng vì các nhóm hát thường nếu không phải thành viên trong gia đình thì khó duy trì hát cùng nhau lâu dài. Cả hai đều còn trẻ, chia tay khi còn ở đỉnh cao sự nghiệp sẽ khiến khán giả nhớ lâu hơn khi qua thời đỉnh cao". Đôi song ca Minh Thuận - Nhật Hào dù không còn hát chung nhưng vẫn duy trì tình cảm anh em tốt đẹp. Nhật Hào đã định cư ở Mỹ, thỉnh thoảng vẫn về Việt Nam tham gia ca hát và rủ Minh Thuận hát chung để gợi lại nhiều kỷ niệm đẹp.
Minh Thuận bắt đầu sự nghiệp hát đơn ca bằng việc tham gia biên tập cho chương trình ca nhạc Mưa hồng của trung tâm băng nhạc Rạng Đông quy tụ nhiều ca sĩ như: Phương Thanh, Sỹ Ben, Tam ca Áo Trắng, Cẩm Vân, Khắc Triệu, Thùy Trang, Hoàng Dũng, Lý Hải... Khán giả thấy Minh Thuận solo với phong cách mới tiến bộ rõ rệt từng ngày qua các video clip như Tình Xưa Không Phai, Nuối Tiếc Khi Chia Tay, Khi Nào Em Mới Biết....được quay chăm chút trong từng khung hình, nhiều cảnh đẹp khắp mọi nơi trên đất nước từ Phan Thiết đến tận Sa Pa.
Ở thời điểm hát đơn khi mà những ca khúc nhạc Hoa vẫn chiếm tình cảm đông đảo khán giả, Minh Thuận tham gia hát với Sỹ Ben bằng những ca khúc nhạc Hoa lời Việt ghi đậm dấu ấn trong sự nghiệp của mình bằng bộ album Nụ Hôn Biệt Ly 1 & 2. Chất giọng Minh Thuận trong bộ album này đượm buồn man mác, anh hát như chất chứa bao nhiêu tình cảm của mình. Thành công nhất là ca khúc Nụ Hôn Biệt Ly (Lời Việt: Việt Hùng). Tính đến nay Minh Thuận đã hát, hòa âm lại rất nhiều lần ca khúc đóng dấu tên tuổi của mình.
Ngoài hát đơn, anh còn hát song ca với người bạn thân Phương Thanh, lúc đó cô là một ca sĩ trẻ bắt đầu được chú ý. Những bài hát của đôi song ca Minh Thuận - Phương Thanh có tiết tấu vui nhộn, hài hước trong các MV như: Telephone, Đôi Cánh Thiên Thần, Lý Ngựa Ô, Con Gái Bây Giờ... hoặc trữ tình tha thiết khi cả hai hát trong phòng thu như: Tấm Lòng Em Trong Sáng, Còn Mãi Mùa Đông, Tình Dẫu Muộn Màng... Đặc biệt, Minh Thuận rất ưu ái hỗ trợ người bạn thân với vai trò khách mời trong MV "What's Up?" (Điều Gì Sẽ Xảy Ra?) và tham gia hát bè cho cô trong các ca khúc như: Chia Tay Trong Mưa, Trống Vắng... điều mà hiếm có một ngôi sao nào dám hết mình vì bạn như Minh Thuận.
Năm 1996, Minh Thuận phát hành album Vol 1 mang tên "Tình Đầu Chưa Nguôi". 10 ca khúc trong album này hầu hết là các ca khúc Hoa được nhạc sĩ Lê Hựu Hà dịch lời Việt. Album được khán giả yêu thích bình chọn top 5 album hay nhất năm 1996. Đây là album được khán giả công nhận là album thành công nhất của Minh Thuận với các ca khúc được nhiều khán giả yêu thích và thuộc nằm lòng như: Dù Có Là Người Tình, Tình Yêu Muôn Thuở, Tiểu Phương...
Cùng năm 1996, Minh Thuận tự biên tập và phát hành album Vol 2 mang tên "Lời Chúc Phúc" với các ca khúc nhạc Hoa lời Việt được viết riêng cho anh.
Năm 1997, Minh Thuận tự biên tập và phát hành album Vol 3 "Ngụ Ngôn Tình Yêu". Trong thời gian này, thị trường ca nhạc bắt đầu sự trỗi dậy của nhạc Việt, Minh Thuận tự biên tập và làm nhà sản xuất album cho mình với album Vol 4 "Trả Nợ Tình Xa". Đây được xem là bước đi mới của Minh Thuận khi mà tên tuổi của anh vốn gắn liền với các ca khúc nhạc Hoa lời Việt. Chất giọng anh cũng khỏe khoắn hơn nhưng vẫn rất giàu tình cảm, khán giả được trải nghiệm giọng hát Minh Thuận hoàn toàn mới về phong cách cũng như cách xử lý bài hát. Đây là khởi đầu của Minh Thuận cho chặng đường chinh phục khán giả bằng con đường hát nhạc Việt sau này. Album này được nhiều lời khen ngợi và bài hát Nỗi Nhớ Dịu Êm, Em Đi Qua Tôi được xuất hiện trên bảng xếp hạng Làn Sóng Xanh (sau này Lam Trường cũng hát bài Nỗi Nhớ Dịu Êm và được khán thính giả của Làn Sóng Xanh bình chọn nhiều hơn). Ngoài ra còn có ca khúc Người Về Từ Lòng Đất, Con Gái Bây Giờ cũng được khán giả yêu thích.
Năm 1998, Minh Thuận cùng với Nhật Hào hợp tác với Trung tâm Hoàng Đỉnh thực hiện nhiều bộ album Liên khúc Rap, Liên khúc Tình Yêu, Liên khúc Mùa Xuân và một vài album nhạc trẻ. Tuy là lần hợp tác trở lại với Nhật Hào nhưng với vai trò đơn ca. Bộ album này chưa gây nhiều dấu ấn cho khán giả như những album song ca trước đây nhưng cũng làm khán giả thỏa mãn vì sự xuất hiện trở lại của đôi song ca Minh Thuận - Nhật Hào.
Năm 1999, Minh Thuận phát hành album Vol 5 "Rêu Phong" tập hợp 10 tình khúc nhạc Việt do Minh Thuận biên tập. Bìa album lần đầu tiên hợp tác với nhà thiết kế Kin gây ấn tượng ngay từ khâu hình ảnh: hiện đại & mới mẻ. Những ca khúc được anh chọn trong album được sáng tác bởi những tác giả có nhiều bài hát được yêu thích như Tuấn Khanh, Quốc Hùng, Bảo Chấn.... Những ca khúc này mang hơi thở hiện đại hơn những ca khúc đã đóng dấu với tên tuổi của anh trước đó. Đặc biệt bài Rêu Phong là một sự làm mới táo bạo khi anh trình bày trên sân khấu ca nhạc. Khán giả bắt gặp một Minh Thuận dữ dội, phiêu linh, gào thét cháy bỏng hết mình với ban nhạc và khán giả.
Cuối năm 1999, Minh Thuận tự làm nhà sản xuất và biên tập trong album mới mang tên "Ta Chẳng Còn Ai" thu chung với Phương Thanh. Trong album lần này, có một điểm nhấn đã tạo dấu son chói lọi trong sự nghiệp solo của Minh Thuận, đó là ca khúc Nỗi Đau Ngọt Ngào của nhạc sĩ Quốc Dũng. Bài hát này đã đưa tên tuổi Minh Thuận vụt sáng thành ngôi sao trong sự nghiệp solo của anh. Bài hát liên tục đứng hạng nhất bình chọn Làn Sóng Xanh nhiều tháng liền và nằm trong top 10 Bài Hát được yêu thích nhất của năm 2000. Cho đến bây giờ, khán giả vẫn nhắc đến cái tên Minh Thuận gắn liền với bài hát Nỗi Đau Ngọt Ngào. Bài hát này đã được Trung tâm Kim Lợi sản xuất MV với sự góp mặt của diễn viên Ngô Thanh Vân. Album này ngoài những bài Minh Thuận hát đơn ca, còn có một số bài song ca với Phương Thanh như Tình Yêu Mắt Nai, Rock Con Diều. Đặc biệt là bài Rock Con Diều với giai điệu mạnh mẽ, cuồng nhiệt đã khuấy động khán giả mỗi khi anh thể hiện ca khúc này trên sân khấu.
Năm 2000, Minh Thuận khởi đầu xu hướng mua độc quyền bài hát thu album và trình diễn trên sân khấu. Đây là hướng đi cần thiết khi mà tình trạng nhạc Việt đến thời điểm đó có nhiều ca sĩ hát một bài thì việc ký độc quyền sẽ theo hướng có lợi cho ca sĩ khi đóng dấu tên tuổi gắn liền với bài hát. Đó là album Vol 7 "Mùa Hạ Mãi Xa" tập hợp 10 bài hát và hầu hết được anh ký độc quyền. Album này được anh trau chuốt phần trình bày bìa, hình ảnh mới lạ độc đáo và bài hát chủ đề Mùa Hạ Mãi Xa liên tục góp mặt trong bảng xếp hạng Làn Sóng Xanh và các chương trình ca nhạc lớn như: Duyên Dáng Việt Nam 9, Kỷ niệm 10 Năm Kim Lợi. Ngoài ra các bài hát khác trong album cũng được anh trình bày trên sân khấu: Tôi Muốn Nhìn Mưa Rơi, Tình Không Dễ Phai (Ấn Tượng Sài Gòn 5), Bước Chân Cuối Cùng (Sắc Màu Đêm Sài Gòn), Radio Buồn (với Hiền Thục - chương trình Thế giới Tình Yêu).... Thời điểm này anh miệt mài chạy show từ Bắc chí Nam trên khắp các sân khấu ca nhạc cả nước.
Cũng từ năm 2000, Minh Thuận còn bắt đầu thử nghiệm vai trò diễn viên kịch với vai diễn đầu tiên trong Yêu Thầy của đạo diễn Quốc Thảo, vai thầy Tuấn gây cơn sốt cho khán giả mỗi khi vở này công diễn. Vở kịch này đã giúp Minh Thuận đoạt giải diễn viên xuất sắc năm 2000-2001. Anh cảm thấy may mắn và trân trọng trong những lần xuất hiện với sân khấu kịch, mong muốn được thể hiện trong nhiều vai diễn khác hơn.
Với bước khởi đầu nhiều thuận lợi, Minh Thuận tham gia nhiều vở hơn với lĩnh vực này: Chùa Đàn (đạo diễn Khánh Hoàng), 41 Đóa Hồng (đạo diễn Hồng Vân), Vinh Quang Và Hư Ảo, Tôi Là Ai... Anh không nghĩ mình có đủ tài năng để thực hiện một cuộc lấn sân ngoạn mục, mà chỉ nghĩ là cơ hội để thực hiện một ước mơ từ lâu mình khao khát.
Năm 2001, Minh Thuận phát hành album Vol 8 "Tình Phiêu Lãng" hầu hết là những sáng tác của các nhạc sĩ rất được yêu thích như: Quốc An (ca khúc Tình Phiêu Lãng), Phương Uyên (ca khúc Anh Tôi), Trần Long Ẩn (ca khúc Một Đời Người Một Rừng Cây),... Vẫn là một Minh Thuận luôn kỹ lưỡng chăm chút cho từng bài hát ca từ ý nghĩa không chỉ về đề tài tình yêu đôi lứa mà còn là những bài hát về quê hương (Mây Và Quê Hương Tôi), đề tài xã hội (Anh Tôi), tình yêu đất nước (Một Đời Người Một Rừng Cây)... Chất giọng cũng dày dặn, có chiều sâu cảm xúc hơn. Và bài hát chủ đề Tình Phiêu Lãng cũng giúp anh góp mặt một thời gian dài trên Bảng xếp hạng Làn Sóng Xanh.
Năm 2002, anh cho ra đời tiếp album Vol 9 mang tên "Lời Nguyện Cầu Trong Đêm" thực hiện chung với Mỹ Tâm, một ca sĩ trẻ. Ít ai nghĩ hai giọng hát này có thể kết hợp cùng nhau, tuy nhiên các ca khúc cả hai song ca cùng nhau có thể nói khá ăn ý như: Lời Nguyện Cầu Trong Đêm, Nay Cô Em Mắt Nhung... cũng tạo hiệu ứng tốt với khán giả.
Cùng năm 2002, Minh Thuận mạnh dạn đầu tư thay đổi phong cách của mình khi thực hiện album Vol 10 "Người Phương Xa" do Kim Lợi sản xuất. Bìa album được khá nhiều lời khen vì cách trình bày mới lạ, cùng với những hình ảnh đẹp. Các ca khúc trong album hầu hết là nhạc Hoa, Nhạc Ý do nhạc sĩ Hà Quang Minh viết lời Việt được anh chắc lọc ca từ trong từng bài hát.
Năm 2003, Minh Thuận phát hành bộ album CD - VCD - Karaoke - DVD Người Phương Xa - Gọi Nhau Trong Đêm với những cảnh quay thực hiện ở nước ngoài và một số cảnh đẹp tại Việt Nam. Album còn có sự góp mặt của các ca sỹ Thu Minh, Phương Thanh, Cẩm Ly, Ngô Thanh Vân... Để thực hiện DVD này và chứng tỏ lòng đam mê với nghề, khi quay MV Gọi Nhau Trong Đêm, Minh Thuận đã bỏ ra rất nhiều tiền để quay dưới nước toàn bộ đồ dùng đắt tiền lúc bấy giờ như giường tủ, máy tính, sofa... chỉ để phục vụ một lần cho các cảnh quay trong MV. Hơn nữa quá trình quay cũng rất vất vả. Clip chỉ có 5 phút nhưng mất rất nhiều ngày để quay. Khó khăn nhất là việc lặn xuống nước để hát. Trên bờ phải gõ theo nhịp bài hát để dưới nước Minh Thuận hát cho đúng nhịp và đúng ý đồ đạo diễn. Anh đã phải nhịn thở và ngâm mình dưới nước rất lâu để hoàn thành MV này. DVD Người Phương Xa - Gọi Nhau Trong Đêm nhận được nhiều lời khen ngợi của khán giả vì sự đầu tư nghiêm túc cho nghệ thuật của anh.
Cũng trong năm 2003, Minh Thuận thực hiện 1 album rất đặc biệt mang tên "Ngày Thơ Ấu Đã Xa". Chủ đề album là một bài hát của nhạc sĩ Quốc Vượng được anh thể hiện khá thành công. Xuyên suốt album là những ca khúc về gia đình, quê hương, tuổi thơ: Chiếc Xích Đu Ngày Thơ, Ngày Thơ Ấu Đã Xa, Bão Lũ,... được hòa âm cùng tiếng đàn mandolin, đàn bầu, sáo, melodica, violon, sax,... đưa người nghe trở về với tuổi thơ với bao kỷ niệm về mái trường, gia đình, bạn bè, chiếc xích đu bên thềm sứ trắng, tiếng trẻ thơ khóc giữa bão lũ tràn về... Những ca mang đậm nét quê hương được anh thể hiện bằng một hơi thở mới giàu cảm xúc. Bìa trong album là hình ảnh của Minh Thuận từ lúc nhỏ với chiếc đàn guitar và lớn dần theo từng năm tháng bên cạnh gia đình, người thân bạn bè đến những khoảnh khắc vinh quang của sự nghiệp trên sân khấu.
Năm 2004, Minh Thuận tiếp tục thực hiện một album về một đề tài khá lạ mang tên "Chiếc Bóng" với sự đầu tư cao về mỹ thuật cũng như hình ảnh video clip. Album CD-VCD Chiếc Bóng - Khi Nào Em Buồn giới thiệu một Minh Thuận "vừa cũ vừa mới".
Cũng trong năm này, Minh Thuận phát hành album "13 Năm Sau Chàng Trai Bắc Kinh Trở Lại". Album được thực hiện kỹ càng với hơn 40 bài, thoạt đầu định làm một box set 4 CD sau rút xuống 30 bài vừa đúng 2 CD. Các ca khúc được hoà âm mới, gần với gu nghe nhạc hiện tại hơn. Album gồm những ca khúc rất đỗi quen thuộc với công chúng Việt Nam như Tình Đã Phai, Thất Tình, Uyên Ương Hồ Điệp Mộng, Khi Nào Em Mới Biết, Những Lời Dối Gian, Dù Có Là Người Tình, Tình Đầu Chưa Nguôi, Nụ Hôn Biệt Ly... Các ca khúc này đã đưa Minh Thuận - Nhật Hào trở thành cặp song ca nam được yêu thích bậc nhất trên các sân khấu ca nhạc lúc bấy giờ. Đồng thời các bài hát cũng được phát hành qua bộ tuyển tập album cassette "Chàng Trai Beijin". Các ca khúc trong album được Minh Thuận thu âm lại toàn bộ nhằm kỷ niệm một giai đoạn đẹp của sự nghiệp năm xưa cũng như tri ân đến những khán giả một thời từng yêu thích những ca khúc này và hâm mộ đôi song ca Minh Thuận - Nhật Hào.
Phần hình ảnh của album này được đánh giá là khá táo bạo trong thời điểm đó. Minh Thuận chia sẻ thêm: "Từ trước đến giờ có lẽ mọi người cũng đã quen nhìn tôi trên sân khấu với những trang phục và cách thể hiện hơi khác người. Tôi hoàn toàn không có chủ đích là phải tạo ra một sự khác biệt nào cả mà nó bộc phát từ trong tiềm thức của tôi. Khi thực hiện album này, tôi ý thức được điều đó và đã cố tự "kiềm" bớt mình, đem những hình ảnh trần vào những trang bên trong album. Tôi công nhận là hình ảnh có hở hang nhưng dung tục thì tuyệt đối không. Đó chỉ đơn giản là những hình ảnh đẹp mà tôi muốn gửi đến mọi người, hơn nữa nó còn có liên hệ về mặt ý nghĩa với 2 bài hát trong album là Ngụ Ngôn Tình Yêu và Tình Yêu Vô Tận".
Đến năm 2006, Minh Thuận vẫn thỉnh thoảng xuất hiện trên sân khấu nhưng không ra album mới mà âm thầm chuẩn bị hoạt động kinh doanh và tìm hiểu thêm về diễn xuất để có thể hoạt động song song hai lĩnh vực ca hát và điện ảnh.
Năm 2007, Minh Thuận tham gia bộ phim Cô Gái Xấu Xí với vai diễn Ninh Lâm (Lâm caro). Vai diễn này của anh đã gây ấn tượng đối với khán giả và rất được yêu thích. Trước khi đảm nhận vai diễn này, Minh Thuận làm giám đốc casting của phim. Anh giúp đạo diễn Minh Chung tìm được những diễn viên phù hợp với từng nhân vật trong phim. Riêng vai Lâm - ban đầu được "nhắm" cho 2-3 người khác nhưng đạo diễn không ưng ý. Cuối cùng, đạo diễn Minh Chung gợi ý Minh Thuận thử. Nhìn hình dáng và diễn xuất phù hợp, đạo diễn quyết định chọn anh. Nói về tên Lâm Caro, đạo diễn cho biết: "Cái tên này do Minh Thuận tạo ra. Vì muốn tạo điểm nhấn cho nhân vật, Thuận đã chọn sở thích màu caro cho Lâm. Mỗi khi Lâm xuất hiện các món đồ đi kèm luôn có màu caro. Vì thế tôi đổi tên Lâm thành Lâm caro".
Ấn tượng sâu đậm nhất của Minh Chung về đồng nghiệp là sự sáng tạo và đam mê, hết mình với nghề. "Tôi làm việc với nhiều diễn viên nhưng nói thật hiếm có diễn viên nào chăm chút cho nhân vật như Minh Thuận. Nhìn Thuận nhiệt tình mà thấy thương. Tất cả đạo cụ cho nhân vật anh ấy tự làm, tự mua. Để có những chiếc áo, kính, túi xách và xe màu caro, Minh Thuận không ngại đi khắp nơi tìm kiếm. Riêng cây bút, mắt kính anh tự mua đồ về làm. Chiếc xe đạp, anh mất cả ngày hì hục dán decal. Điều này giọng ca Tình thơ có thể nhờ thiết kế đoàn phim làm nhưng anh muốn tự tay thực hiện".
Năm 2008, sau nhiều lần thử vai trò hát tân cổ và trích đoạn cải lương trong các vở như: Sông Quê, Cô Gái Đồ Long... nhận được nhiều sự cổ vũ của khán giả, Minh Thuận đã liều lĩnh đưa nhạc kịch lên sân khấu. Vở cải lương kinh điển Lan và Điệp quy tụ nhiều ca sỹ ngôi sao như: Cẩm Ly, Thu Minh, Phương Thanh, Thanh Thảo, Đàm Vĩnh Hưng... mà anh là người khởi xướng, giám đốc sản xuất kiêm diễn viên chính. Minh Thuận dồn hết tâm huyết để thực hiện vở cải lương này. Anh nỗ lực tập luyện rất nhiều với hy vọng vai diễn Điệp của anh sẽ có sức thuyết phục khán giả, có lẽ chính vì vậy mà diễn xuất của anh khá xúc động và trong từng phân đoạn đều biểu đạt. Ở những đoạn cao trào của vở diễn, Minh Thuận đã khiến nhiều khán giả phải rơi nước mắt.
Vở cải lương đã mang lại cho anh rất nhiều thành công và giải thưởng, từ Top 5 đề cử Mai Vàng ở hạng mục Nghệ sĩ cải lương được yêu thích năm 2008 cho đến Kỷ lục "Vở ca kịch - cải lương đầu tiên có ca sĩ nhạc nhẹ tham gia diễn xuất nhiều nhất", "Kỷ lục "Nam ca sĩ đầu tiên đóng vai chính trong vở cải lương Chuyện Tình Lan Và Điệp có ca sĩ nhạc nhẹ tham gia nhiều nhất", Top 5 đề cử Nam nghệ sĩ được yêu thích giải HTV Awards 2009.

## Qua đời
Minh Thuận vào viện chữa tai biến mạch máu não và phát hiện bị ung thư phổi vào ngày 2 tháng 9 năm 2016. Trước đó anh tưởng mình chỉ bị viêm phổi. Tối 3 tháng 9 năm 2016, anh rơi vào trạng thái hôn mê sâu. Anh qua đời vào lúc 8 giờ 57 phút sáng ngày 18 tháng 9 năm 2016 tại bệnh viện Phạm Ngọc Thạch, Thành phố Hồ Chí Minh. Hưởng dương 47 tuổi. Lễ tang của Minh Thuận được tổ chức theo nghi thức Công giáo, với Thánh Lễ an táng tại nhà thờ Tân Dân. Sau đó thể theo di nguyện của anh và ý nguyện của gia đình, anh hiện đã được hỏa táng tại nghĩa trang Bình Hưng Hòa. Tro cốt được mang về an nghỉ tại nhà thờ An Lạc, quận Tân Bình.

## Các giải thưởng
- Giải Đĩa Vàng 1997
- Top 5 album được yêu thích năm 1996 của báo Tuổi Trẻ (album Tình Đầu Chưa Nguôi)
- Ca sĩ được yêu thích nhất giải Làn Sóng Xanh 1998 - 2002
- Giải Ca Sĩ Ấn Tượng của năm 2000
- Giải diễn viên xuất sắc trong vở kịch "Yêu Thầy" 2000 - 2001 (vai Thầy Tuấn)[7]
- Top 5 đề cử Mai Vàng cho nghệ sĩ cải lương được yêu thích năm 2008 (vai Điệp)
- Giải Kỷ lục Việt Nam về vở ca kịch cải lương Lan và Điệp 2008.
- Top 5 đề cử nam nghệ sĩ được yêu thích giải HTV Awards 2009 (vai Điệp trong vở Lan và Điệp)
- Đoạt giải nhì và giải "Thí sinh nỗ lực nhất" trong cuộc thi Gương mặt thân quen 2014[11]

## Album đã phát hành

### Các album riêng của Minh Thuận - Nhật Hào
- Chàng Trai Beijin Vol 1
- Chàng Trai Beijin Vol 2
- Chàng Trai Beijin Vol 3
- Chàng Trai Beijin Vol 4
- Chàng Trai Beijin Vol 5
- Chàng Trai Beijin Vol 6
- Chàng Trai Beijin Vol 7
- Chàng Trai Beijin Vol 8
- Chàng Trai Beijin Vol 9
- Chàng Trai Beijin Vol 10
- Chàng Trai Beijin Vol 11
- Chàng Trai Beijin Vol 12
- Chàng Trai Beijin (Video)
- Chúc Em Sinh Nhật
- Kẻ Si Tinh
- Mãi Mãi Quạnh Hiu
- Sao Em Nỡ Ra Đi
- Tình Xưa Không Phai - Minh Thuận, Nhật Hào, Đại Vệ
- Xin Lỗi Tôi Đã Yêu Em - Minh Thuận, Lam Trường, Đại Vệ
- Yêu Em Nồng Nàn - Minh Thuận, Nhật Hào, Đại Vệ
- Gọi Phone Cho Bé (Trung tâm Hoàng Đỉnh sản xuất)
- Thuở Vào Đời (Trung tâm Hoàng Đỉnh sản xuất)
- Bài Ca Đêm - Minh Thuận, Nhật Hào, Phương Thanh
- Đêm Thương Nhớ - Minh Thuận, Nhật Hào, Phương Thanh

### Các album có sự góp mặt của Minh Thuận - Nhật Hào
- Duyên Tình 1
- Duyên Tình 2
- Duyên Tình 3
- Duyên Tình 4
- Đêm Yêu Đương (Tình Đời 2 - TTBN Rạng Đông)
- Giờ Đây Em Biết - Minh Thuận, Nhật Hào, Phi Thúy Hạnh
- Hãy Đàn Lên - Minh Thuận, Nhật Hào, Tam Ca Áo Trắng, Kim Định, Đức Vượng
- Lẻ Loi - Minh Thuận, La Sương Sương, Đức Minh, Khánh Du
- Liên khúc Chàng Trai Beijin - Minh Thuận, Nhật Hào, Lam Trường, Tú Linh, Sỹ Ben, Lý Hải, Vân Trường, Nguyễn Đức
- Liên khúc Mùa Xuân - Minh Thuận, Nhật Hào, Thu Minh, Phi Thúy Hạnh
- Liên khúc Tình Yêu 3, 4, 5 (TT Hoàng Đỉnh sản xuất)
- Liên khúc Rap 7, 8, 9, 10, 11
- Mãi Yêu
- Mưa hồng (TTBN Rạng Đông - 1995)
- Ngàn Năm Vẫn Nhớ (VBStar sản xuất)
- Nếu Nhớ Đến Anh (Saigon Video sản xuất)
- Đam Mê (Saigon Audio)
- Nụ Hôn Biệt Ly 1 & 2 - Minh Thuận, Sỹ Ben
- Nụ Hôn Biệt Ly - Minh Thuận, Tú Linh, Diễm Phương, Mai Loan
- Nụ Hôn Biệt Ly - Minh Thuận, La Sương Sương
- Hình Bóng Áo Cưới - Minh Thuận, Nhật Hào, Sỹ Ben, Châu Tuấn
- Qua Nhịp Cầu Tre
- Rap HongKong
- Bóng Dáng Tình Yêu - Minh Thuận, Lam Trường, Đại Vệ
- Tình Băng Giá - Minh Thuận, Nhật Hào, Mai Loan, La Sương Sương
- Tình Đầu Khó Phai - Minh Thuận, Nhật Hào, Lam Trường, Tuấn Kiệt
- Tình Yêu Thầm Kín - Minh Thuận, Trang Đài, Tuấn Kiệt
- Tơ Duyên
- Tương Tư Trong Mưa - Minh Thuận, Phương Thanh, Mai Loan, Diễm Phương, Lam Phương

### Các album riêng của Minh Thuận
- Vol 1: Tình Đầu Chưa Nguôi
- Vol 2: Lời Chúc Phúc
- Vol 3: Ngụ Ngôn Tình Yêu
- Vol 4: Trả Nợ Tình Xa
- Vol 5: Rêu Phong
- Vol 6: Ta Chẳng Còn Ai
- Vol 7: Mùa Hạ Mãi Xa
- Vol 8: Tình Phiêu Lãng
- Vol 9: Lời Nguyện Cầu Trong Đêm
- Vol 10: Người Phương Xa
- Vol 11: VCD - DVD - Karaoke Người Phương Xa - Gọi Nhau Trong Đêm
- Vol 12: Ngày Thơ Ấu Đã Xa
- Vol 13: Chiếc Bóng - Khi Nào Em Buồn
- Vol 14: 13 Năm Sau Chàng Trai Bắc Kinh Trở Lại
- Vol 15: Karo

### Một số album có sự góp mặt của Minh Thuận
- Anh Tôi (Kim Lợi)
- Cây Si (Saigon Audio)
- Chỉ Còn Là Kỷ Niệm (VBStar)
- Khúc Ảo Mộng (Kim Lợi)
- Merry Christmas (Bến Thành Audio)
- Mùa Đông Trắng (Kim Lợi)
- Mưa Trên Cuộc Tình (Hãng Phim Trẻ)
- Sài Gòn Trẻ (Vafaco)
- Tình Phai (Kim Lợi)
- Xuân Yêu Thương (Trung tâm phát hành băng nhạc PGP)
- Yêu Nhau Cho Nhau (Trung tâm phát hành băng nhạc PGP)

## Một số bài hát

### Minh Thuận & Nhật Hào
- I Love You OK?
- Chàng Trai Beijin (Chàng trai Beijing)
- Thất Tình
- Nửa Trái Tim
- Tương Phùng Dưới Mưa
- Không Cần Tình Yêu
- Mong Không Chỉ Là Tình Bạn
- Mãi Mãi Yêu Em
- Anh Muốn Nói Yêu Em
- Kẻ Cắp Trái Tim
- Nếu Em Là Truyền Thuyết
- Giấc Mơ Ngàn Trùng
- Cảm ơn Tình Yêu Của Em
- Cầu Vồng Trong Mộng
- Trái Tim Trẻ Thơ
- Người Tình Mùa Đông
- Đàn Sầu
- Lời Sám Hối
- Kẻ Si Tình
- Thức Đêm Mới Biết Đêm Dài
- Vùng Trời Mơ Ước
- Hãy Đến Với Tôi

### Minh Thuận
- Nỗi Đau Ngọt Ngào
- Bài Tình Ca Cô Đơn
- Anh Tôi
- Mùa Hạ Mãi Xa
- Tình Thơ
- Dẫu Tình Đã Xa
- Tình Phai
- Tình Phiêu Lãng
- Kiếp Cầm Ca
- Một Đời Người Một Rừng Cây
- Đứa bé - Minh Khang kết hợp cùng nhiều nghệ sĩ
- Ngày Thơ Ấu Đã Xa
- Đôi (OST Cô Gái Xấu Xí)
- Cho Người Tình Xa
- Dù Có Là Người Tình
- LK: Thần Tài - Khoe Tết
- Trap (vai Henry Lau) (Gương Mặt Thân Quen - Mùa 2)
- Quê Em Mùa Nước Lũ (vai Phương Mỹ Chi) (Gương Mặt Thân Quen - Mùa 2)
- Taxi (vai Thu Minh) (Gương Mặt Thân Quen - Mùa 2)
- Ngồi Tựa Song Đào (vai NSND Thúy Hường) (Gương Mặt Thân Quen - Mùa 2)
- Đừng Nói Tôi Già (vai NSND Trần Hiếu) (Gương Mặt Thân Quen - Mùa 2)
- Đổi Thay (vai Noo Phước Thịnh) (Gương Mặt Thân Quen - Mùa 2)
- Trích Đoạn: Thần Nữ Dâng Ngũ Linh Kỳ (vai NSND Thanh Ngân) (Gương Mặt Thân Quen - Mùa 2)
- Proud Mary (vai Tina Turner) (Gương Mặt Thân Quen - Mùa 2)
- Không (vai Nguyễn Hưng) (Gương Mặt Thân Quen - Mùa 2)
- Từ Ngày Anh Đi (vai Hồ Ngọc Hà) (Gương Mặt Thân Quen - Mùa 2)
- Bang Bang (My Baby Shot Me Down) (vai Cher) (Gương Mặt Thân Quen - Mùa 2)
- Trích Đoạn: Thị Mầu Lên Chùa (vai NSƯT Xuân Hinh) (Gương Mặt Thân Quen - Mùa 2)

### Minh Thuận & Phương Thanh
- Tấm Lòng Em Trong Sáng
- Telephone
- Đôi Cánh Thiên Thần
- Con Gái Bây Giờ
- Rock Con Diều
- Lý Ngựa Ô
- Công Và Quạ
- Holala Tình Yêu
- Tình Đời

### Minh Thuận & Sỹ Ben
- Ảo Mộng Tình Yêu
- Em Là Điều Kỳ Diệu
- Ngựa Phi Đường Xa
- Cạm Bẫy Tình Yêu
- Đợi Em Trở Về
- Nụ Hôn Biệt Ly
- Một Đời Yêu Em
- Nuối Tiếc Khi Chia Tay
- Oh Lala
- Chờ Em Từng Ngày
- Sayonara
- Thành phố Hoang Dã
- Nếu Là Tình Yêu
- Yêu Mãi
- Người Nơi Biên Giới
- Tình Đã Phai
- Không Cần Tình Yêu
- Đợi chờ Em
- Liên khúc Aiya Aiya - Thất Tình

### Minh Thuận & La Sương Sương
- Tương Tư Trong Mưa
- Chỗ Nào Không Mưa
- Lựa Chọn
- Tình Băng Giá
- Còn Yêu Anh
- Nước Sông Chảy Mãi
- Tin Đồn
- Có Nhau Trong Đời

### Minh Thuận & ca sĩ khác
- Radio Buồn (với Hiền Thục)
- Khi Tình Yêu Đến (với Cẩm Ly)
- Còn Tôi Với Tôi (với Cẩm Ly)
- Trú Mưa (với Cẩm Ly)
- Trái Tim Chung Tình (với Kỳ Phương)
- Trái Tim Thơ Ngây (với Thanh Thảo)
- Con Gái Bây Giờ (với Y Phụng)
- Anh Chàng Nhà Quê (với Thùy Trang)
- Bình Minh Mùa Thu (với Thanh Thảo)
- Tình Thơ (với Lê Uyên Nhy)
- Ngàn Năm Phôi Pha (với Lê Uyên Nhy)
- Bài Hát Xuân Cho Em (với Thanh Thanh)
- Tôi Muốn (với Lý Hải, Thanh Thảo, Cẩm Ly)
- LK Cánh Hồng Trung Quốc, Shalala (với Vân Khanh)
- Nước Sông Chảy Mãi (với Mai Loan)
- Vẫn Còn Yêu Anh (với Diễm Phương)
- Chỗ Nào Không Mưa (với Mai Loan)
- Tương Tư Trong Mưa (với Tú Linh, Diễm Phương)
- Ngày Mai Anh Có Còn Yêu Em Nữa Không (với Mai Loan)
- Chuyện Tình Hồ Than Thở (với Hà Phương)
- Lý Con Cóc (với Lam Trường, Phương Thanh)
- Free Your Mind (vai Lê Lâm) (OST Bếp Hát) (với Will, Lân Nhã, Anh Tài, Tú Vi, Văn Anh, Yaya Trương Nhi, Quang Đăng)
- Yêu Không Vội Được (vai Lê Lâm) (OST Bếp Hát) (với Trà My Idol, Diệp Lâm Anh, Dũng Hà, Mi Lan)
- Doraemon No Uta (vai Xuka) (Gương Mặt Thân Quen - Mùa 1) (với Bé Anh Duy)
- Ô Mê Ly (vai Cát Phượng) (Gương Mặt Thân Quen - Mùa 1) (với Bé Anh Duy)
- Nội Tôi (vai Đan Trường) (Gương Mặt Thân Quen - Mùa 1) (với Bé Anh Duy)
- Trích Đoạn: Ngày Xửa Ngày Xưa 13 - Na Tra Đại Náo Thủy Cung (vai Đại Nghĩa (Cá Mặt Ngu)) (Gương Mặt Thân Quen - Mùa 1) (với Bé Anh Duy)
- Thriller (vai Michael Jackson) (Gương Mặt Thân Quen - Mùa 1) (với Bé Anh Duy)
- Trích Đoạn: Chuyện Tình Thị Nở (vai Thu Hòa (Thị Nở)) (Gương Mặt Thân Quen - Mùa 1) (với Bé Bảo An)
- Catch Me (vai Shim Changmin (TVXQ))(Gương Mặt Thân Quen - Mùa 1) (với Bé Anh Duy)
- Trích Đoạn: Đời Cô Lựu (vai NSND Bạch Tuyết (Cô Lựu)) (Gương Mặt Thân Quen - Mùa 1) (với Bé Anh Duy)
- Trường Sơn Đông, Trường Sơn Tây (vai NSND Thu Hiền) (Gương Mặt Thân Quen - Mùa 1) (với Bé Anh Duy)
- Gà Trống Nuôi Con (vai Charlie Chaplin) (Gương Mặt Thân Quen - Mùa 1) (với Bé Anh Duy)
- Tiếp Bước Tiền Nhân (Trích Vở Thái Hậu Dương Vân Nga) (NSND Bạch Tuyết (Thái Hậu Dương Vân Nga)) (Gương Mặt Thân Quen - Mùa 1) (với Bé Anh Duy)

## MV
- Anh tôi
- Anh yêu tà áo trắng
- Bài hát xuân cho em (với Thanh Thanh)
- Bài tình ca đơn côi (Tình đơn côi 4)
- Buồn ơi xin hãy quên
- Chiếc bóng
- Cho một người đã xa
- Cho người tình xa
- Chuyện tình hồ Than Thở (với Hà Phương)
- Con cầu xin
- Con gái bây giờ
- Còn tôi với tôi (với Cẩm Ly)
- Dẫu tình đã xa
- Dù có là người tình
- Đôi cánh thiên thần (với Phương Thanh)
- Đôi lòng cô quạnh
- Đợi em trở về
- Em là mùa xuân (với Minh Tuyết, Cẩm Ly)
- Em mới biết
- Giận hờn
- Kẻ bịp bợm đáng yêu
- Khi nào em mới biết (Version 1)
- Khi nào em mới biết (Version 2)
- Khi nào em mới biết (Version 3)
- Khi tình yêu đến (với Cẩm Ly)
- Khúc hát bạn bè
- Kiếp cầm ca
- Lời nói dối (Những lời dối gian)
- Lý ngựa ô (với Phương Thanh)
- Một đời người một rừng cây
- Một mình (với Sỹ Ben, Tú Linh)
- Một thời yêu em
- Mùa hạ mãi xa
- Ngày thơ ấu đã xa
- Ngựa phi đường xa (với Sỹ Ben)
- Người phương xa
- Nỗi đau ngọt ngào
- Nụ hôn biệt ly
- Nuối tiếc khi chia tay (với Sỹ Ben)
- Radio buồn (với Hiền Thục)
- Rong chơi đêm giao thừa
- Tát nước đầu đình (với Cẩm Ly, Hà Phương, Cát Phượng, Ngân Quỳnh, Ưng Hoàng Phúc, Quang Vinh,...)
- Telephone (Gọi phone cho em) (với Phương Thanh)
- Thần tài - Khoe tết
- Tiếc nuối
- Tình đã phai
- Tình ơi sao vội quên
- Tình phai
- Tình thơ (với Lê Uyên Nhi)
- Tình xưa không phai
- Trái tim mong manh
- Uyên ương hồ điệp mộng
- Xóm đêm

## Phim đã tham gia
Sẽ rất thiếu sót khi không nói đến anh ở vai trò là một diễn viên có tiếng, dù bất cứ vai diễn lớn nhỏ anh cũng cố gắng cống hiến hết mình. Khởi đầu vào năm 2005, Minh Thuận tham gia vai diễn khách mời trong bộ phim hài chiếu tết Khi đàn ông có bầu. Không chỉ là một cuộc dạo chơi ngắn ngủi, anh liên tục xuất hiện trong nhiều phim sau đó gây ấn tượng như: Hồn Trương Ba – Da Hàng Thịt, Cô gái xấu xí, Bỗng dưng muốn khóc, Màu của tình yêu, Cô dâu đại chiến, Scandal: Bí mật thảm đỏ, Lệ phí tình yêu, Hạnh phúc quanh đây... Lối diễn xuất tự nhiên, dí dỏm, mỗi vai diễn mang một màu sắc riêng biệt giúp Minh Thuận trở nên gần gũi hơn với công chúng.
Từ năm 2007, Minh Thuận bắt đầu xuất hiện với hàng loạt vai diễn trên phim truyền hình như: phim Cô gái xấu xí trong vai Ninh Lâm được nhiều người yêu thích. Vai diễn này khiến anh mất 1,5 năm để hoàn thành 172 tập trên VTV3.
Phim Đông Tây Nam Bắc được đề cử vào chung kết phim ngắn hay nhất năm 2015.

### Điện ảnh
| Năm  | Tên phim                    | Vai diễn            | Đạo diễn          | Ghi chú            | Nguồn |
| ---- | --------------------------- | ------------------- | ----------------- | ------------------ | ----- |
| 2005 | Khi đàn ông có bầu          | Minh Thuận          | Phạm Hoàng Nam    | vai diễn khách mời |       |
| 2006 | Hồn Trương Ba, da hàng thịt | Đế Thích            | Nguyễn Quang Dũng |                    |       |
| 2011 | Cô dâu đại chiến            | Người hàng xóm      | Victor Vũ         | vai diễn khách mời |       |
| 2012 | Thiên mệnh anh hùng         | Sư phụ              | Victor Vũ         |                    |       |
| 2012 | Lệ phí tình yêu             | Vũ đại gia          | Nguyễn Minh Chung |                    |       |
| 2012 | Scandal: Bí mật thảm đỏ     | Thiện sản xuất      | Victor Vũ         |                    |       |
| 2014 | Cô dâu đại chiến 2          | Ông Thiện           | Victor Vũ         |                    |       |
| 2014 | Scandal: Hào quang trở lại  | Thiện sản xuất      | Victor Vũ         | vai diễn khách mời |       |
| 2015 | Quý tử bất đắc dĩ           | Đại ca              | Trần Ngọc Giàu    |                    |       |
| 2016 | Ám ảnh                      | Ông Thanh           | Bảo Nguyễn        |                    |       |
| 2016 | 4 năm, 2 chàng, 1 tình yêu  | Ông Lâm             | Luk Vân           | vai diễn khách mời |       |
| 2016 | Bí ẩn song sinh             | Ông Hùng / Ông Dũng | Trần Toàn         |                    |       |
| 2016 | Vệ sĩ Sài Gòn               | Thân chủ            | Ken Ochiai        | vai phụ            |       |
| 2017 | Oán                         | Mỹ Mỹ               | Phạm Huỳnh Đông   | vai diễn cuối cùng |       |

### Truyền hình
| Năm  | Tên phim            | Vai diễn               | Đạo diễn                      | Kênh | Ghi chú | Nguồn |
| ---- | ------------------- | ---------------------- | ----------------------------- | ---- | ------- | ----- |
| 2008 | Cô gái xấu xí       | Ninh Lâm (Lâm caro)    | Nguyễn Minh Chung             | VTV3 |         |       |
| 2008 | Bỗng dưng muốn khóc | Chàng thanh niên áo đỏ | Vũ Ngọc Đãng                  | VTV1 | Tập 13  |       |
| 2010 | Cho một tình yêu    | Nhà thơ Thuận Minh     | Nguyễn Tranh - Lê Hóa         | VTV3 |         |       |
| 2010 | Màu của tình yêu    | Tuấn Hùng              | Lê Hùng Phương                | HTV7 |         |       |
| 2010 | Tóc rối             | Luật sư Dũng           | Nguyễn Minh Chung             | HTV7 |         |       |
| 2014 | Bếp hát             | Lê Lâm                 | Phan Gia Nhật Linh - Danny Đỗ | VTV3 |         |       |
| 2014 | Đam mê nghiệt ngã   | Chú Tùng               | Nguyễn Minh Chung             | VTV3 |         |       |
| 2015 | Như khúc tình ca    | Chú Tiểu               | Vương Quang Hùng              | HTV7 |         |       |
| 2016 | Giấc mơ phát tài    | Thuận                  | Vương Quang Hùng              | HTV7 |         |       |